# أكاديمية العلوم

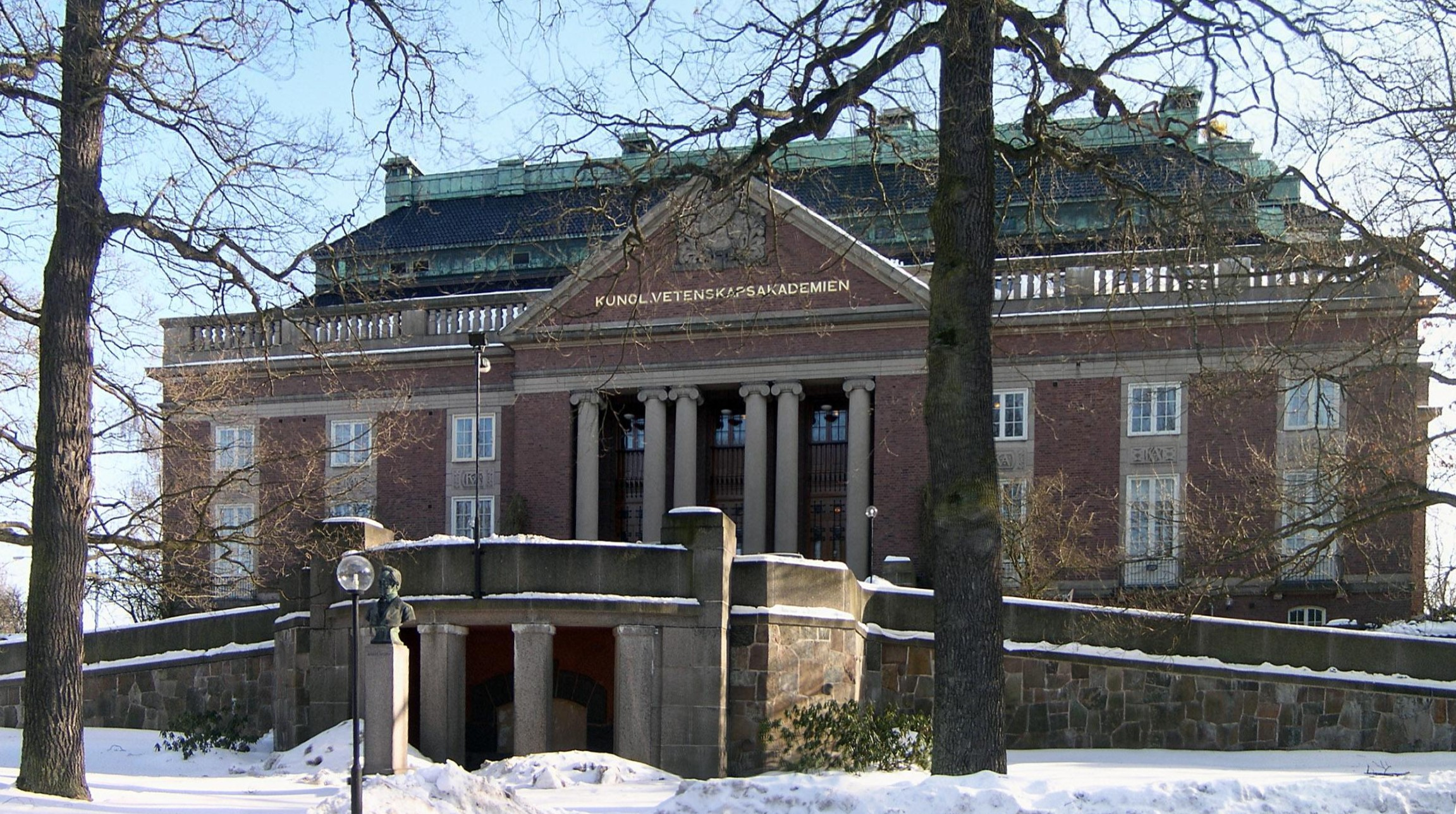
المبنى الرئيسي للأكاديمية الملكية السويدية للعلوم في ستوكهولم.

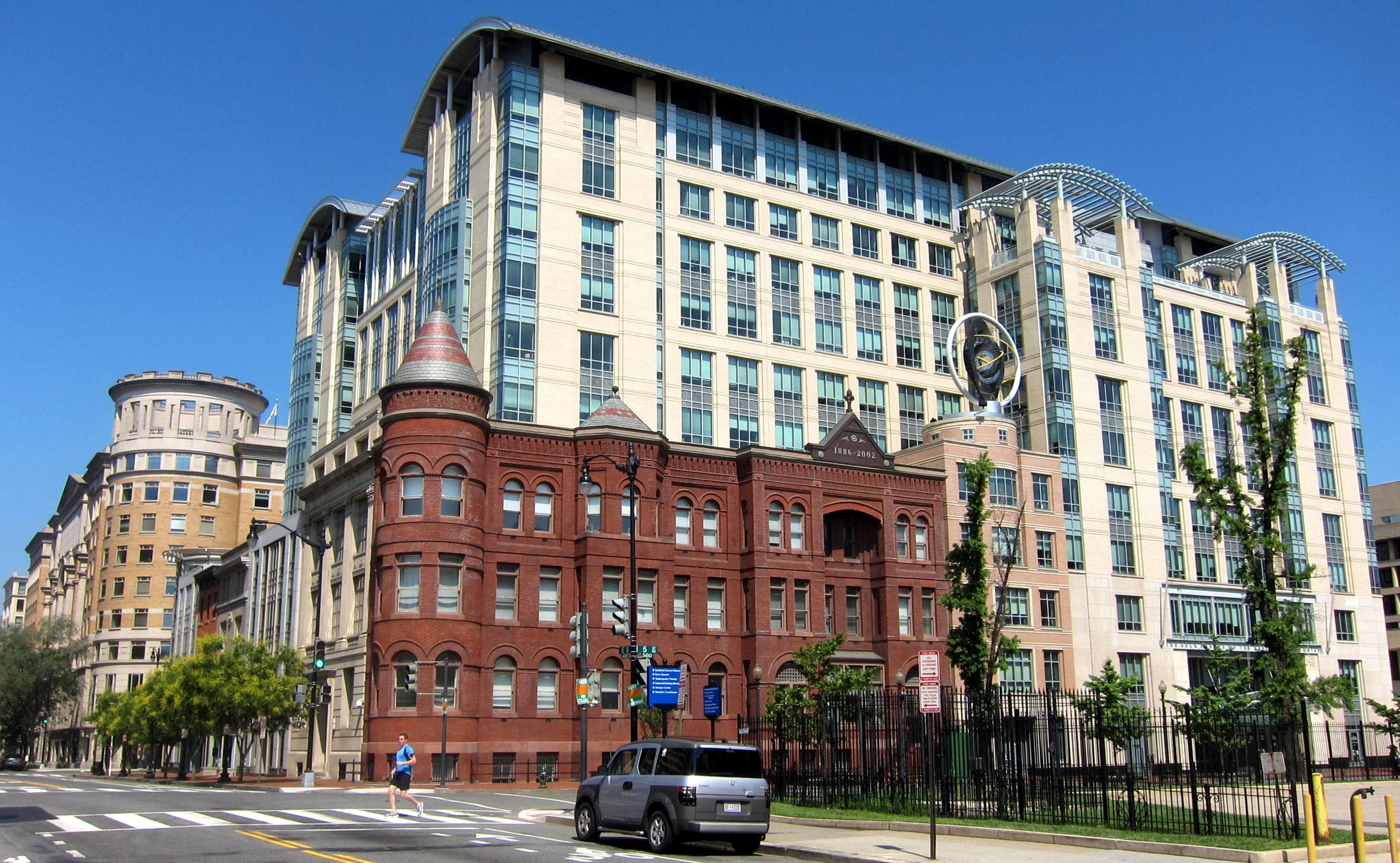
مركز كيك للأكاديميات الوطنية في واشنطن العاصمة، أحد المرافق العديدة التي توجد فيها أكاديمية العلوم الوطنية التي لها مكاتب.

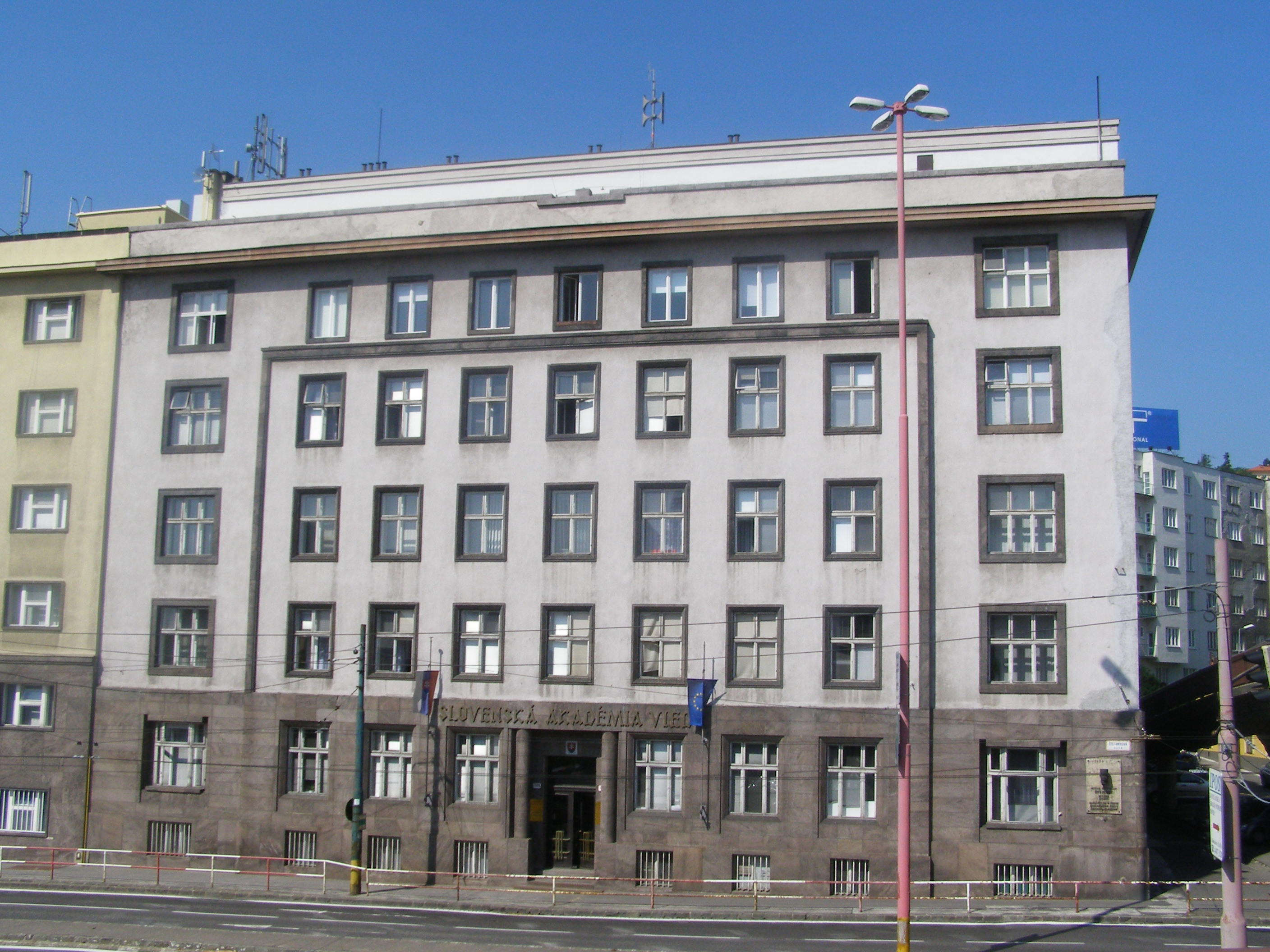
الأكاديمية السلوفاكية للعلوم (مبنى بريسيديوم).

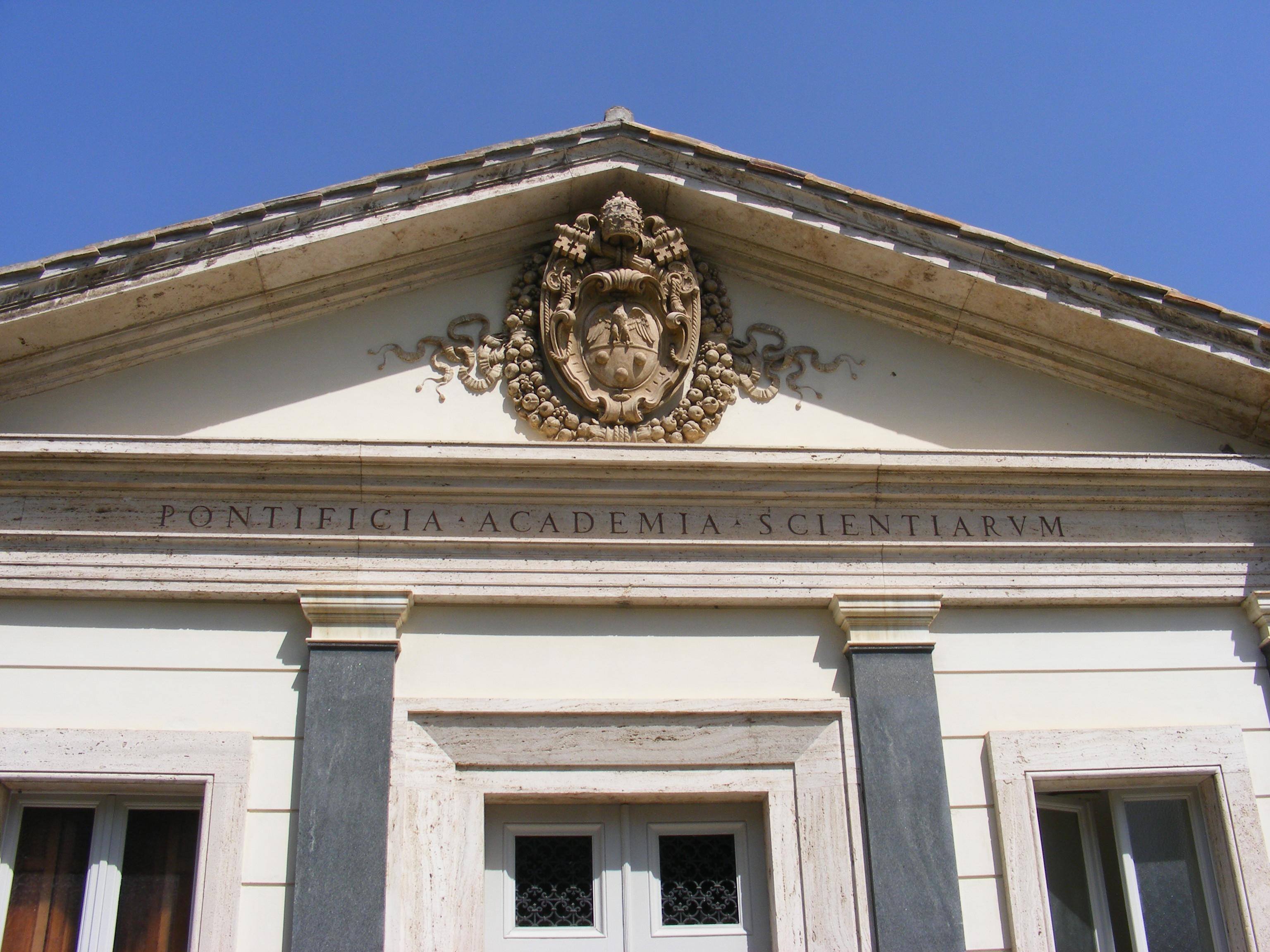
مدخل الأكاديمية البابوية للعلوم.

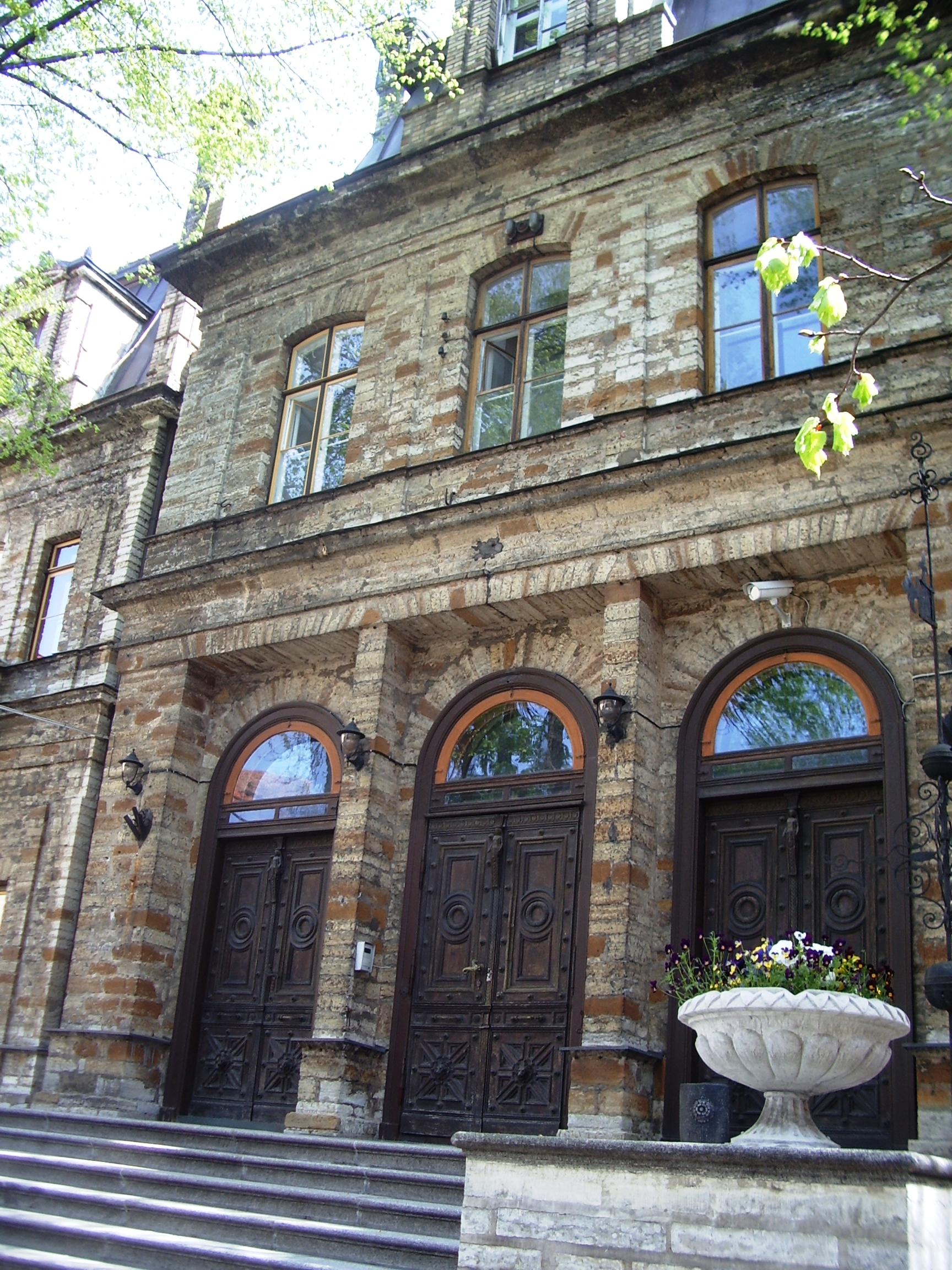
المبنى الرئيسي للأكاديمية الإستونية للعلوم.

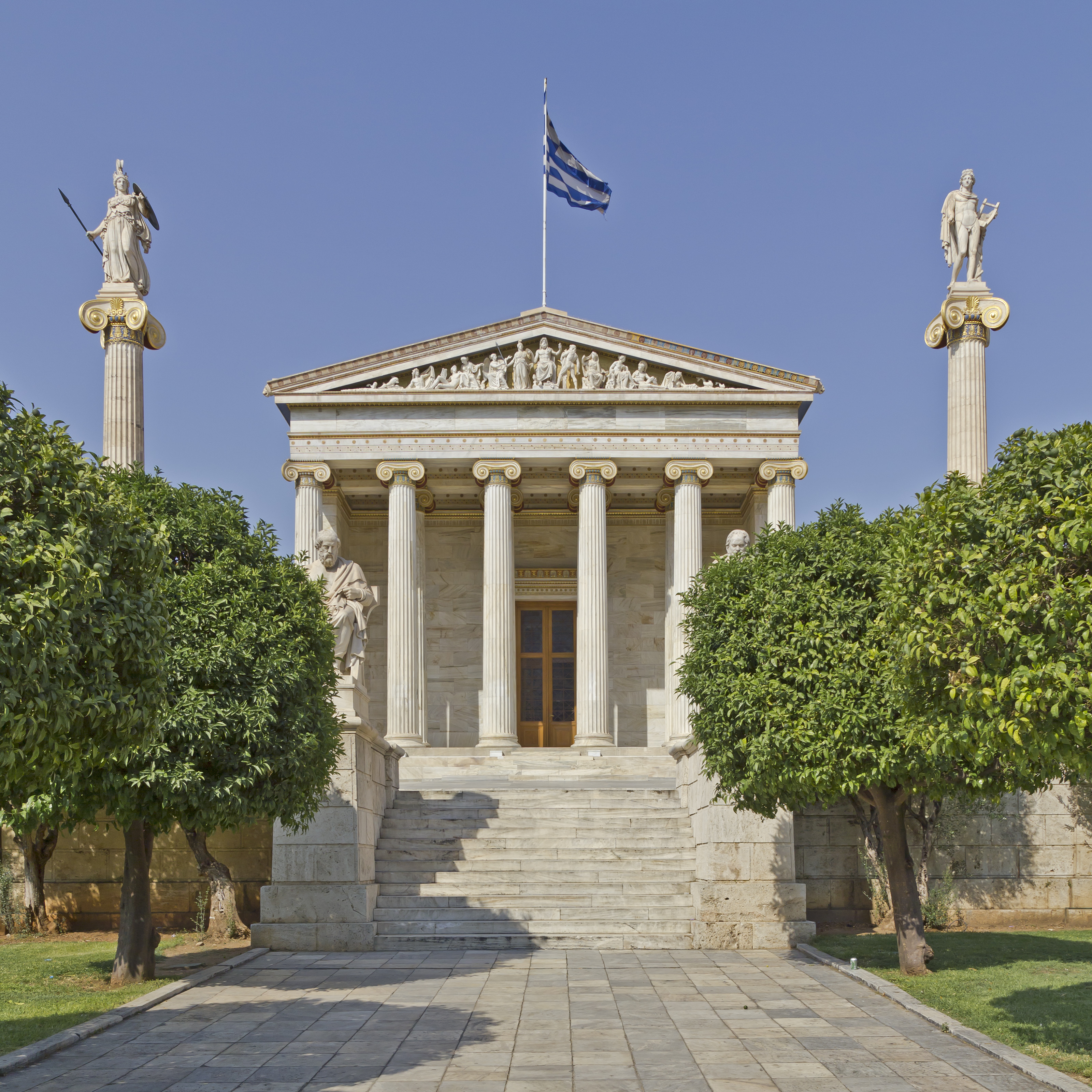
المبنى الرئيسي لأكاديمية أثينا، يقع في وسط أثينا، عاصمة اليونان.

أكاديمية العلوم هي جمعية علمية مخصصة للعلوم يمكن أن تكون ممولة من طرف الدولة أو من طرف مؤسسات خاصة. يتم تصنيف بعض الأكاديميات التي تمولها الدولة كأكاديميات وطنية أو ملكية (كما هو الحال في المملكة المتحدة أي الجمعية الملكية في لندن لتحسين المعرفة الطبيعية) كشكل من أشكال التشريف.
النوع الآخر من الأكاديميات هو أكاديمية الفنون أو الجمع بين الاثنين (على سبيل المثال، الأكاديمية الأمريكية للفنون والعلوم).
في البلدان غير الناطقة باللغة الإنجليزية، غالبًا ما تشمل مجموعة المجالات الأكاديمية لأعضاء الأكاديمية الوطنية للعلوم تخصصات علمية لا تصنف عادةً على أنها «علوم» باللغة الإنجليزية. تستخدم العديد من اللغات مصطلحا واسعا للتعلم المنهجي والذي يتضمن العلوم الطبيعية والاجتماعية ومجالات مثل الدراسات الأدبية أو اللغويات أو التاريخ أو تاريخ الفن.
نظرًا لأن العلوم الهندسية أصبحت أكثر تنوعًا وتقدماً، فهناك اتجاه حديث في العديد من الدول المتقدمة لتنظيم الأكاديمية الوطنية للهندسة (أو العلوم الهندسية)، بمعزل عن الأكاديمية الوطنية للعلوم.
تلعب أكاديميات العلوم دورًا مهمًا في جهود دبلوماسية العلوم.
يتم تنظيم الأكاديميات بشكل متزايد في الجمعيات الإقليمية أو الدولية. شراكة Interacademy على سبيل المثال هي شبكة عالمية تتكون من 111 أكاديمية العلوم الوطنية. بالإضافة إلى ذلك، هناك العديد من الاتحادات الإقليمية مثل ALLEA في أوروبا، NASAC كشبكة من أكاديميات العلوم الأفريقية، IANAS في أمريكا اللاتينية و AASSA في آسيا.
بصرف النظر عن الأكاديميات الوطنية للعلوم، هناك الآن بشكل متزايد أيضا الأكاديميات الوطنية للشباب. عادة ما تختار الأكاديميات الوطنية للشباب أعضاء لفترة محدودة، تتراوح عادة من 4 إلى 5 سنوات، وبعد ذلك يصبح الأعضاء خريجين أكاديميين. عادة ما تتعامل الأكاديميات الناشئة مع القضايا المهمة للعلماء الشباب. وتشمل هذه، على سبيل المثال، تعليم العلوم أو الحوار بين العلوم والمجتمع. ترتبط معظم الأكاديميات الشابة بأكاديمية عليا للعلوم أو بشبكة من الأكاديميات العليا. غالبًا ما تعمل أكاديمية الشباب العالمية، والتي هي نفسها أكاديمية علمية (على سبيل المثال، عضو كامل في شراكة Interacademy) كميسر للشبكة العالمية المتنامية للأكاديميات الشباب. منذ إنشائها، تم إنشاء أكثر من 35 أكاديمية وطنية للعلماء الشباب. في عام 2019، كان هناك 41 أكاديمية وطنية للعلماء الشباب.

## قائمة
- أفغانستان – الأكاديمية الأفغانية للعلوم
- ألبانيا – الأكاديمية الألبانية للعلوم
- أرمينيا – الأكاديمية الأرمنية للعلوم
- النمسا – الأكاديمية النمساوية للعلوم، فيينا
- أستراليا – الأكاديمية الأسترالية للعلوم
- أذربيجان – أكاديمية العلوم الوطنية الأذربيجانية
- بنغلاديش – الأكاديمية البنغالية للعلوم
- بيلاروس – الأكاديمية الوطنية للعلوم في بيلاروسيا  [لغات أخرى]‏
- بلجيكا – Royal Academies for Science and the Arts of Belgium
- البرازيل – الأكاديمية البرازيلية للعلوم
- بلغاريا – الأكاديمية البلغارية للعلوم
- كندا
  - الجمعية الملكية الكندية
  - الأكاديمية الكندية للهندسة
- الصين
  - الأكاديمية الصينية للعلوم
  - الأكاديمية الصينية للهندسة
  - الأكاديمية الصينية للعلوم الاجتماعية
- كوستاريكا – الأكاديمية الوطنية للعلوم (كوستاريكا)
- كرواتيا – Croatian Academy of Sciences and Arts
- التشيك – الأكاديمية التشيكية للعلوم
- الدنمارك – الأكاديمية الملكية الدنماركية للعلوم والآداب
- إستونيا – الأكاديمية الإستونية للعلوم
- فنلندا
  - Finnish Society of Sciences and Letters[3]
  - الأكاديمية الفنلندية للعلوم والآداب  [لغات أخرى]‏[3]
- فرنسا – الأكاديمية الفرنسية للعلوم
- جورجيا
  - الأكاديمية الجورجية للعلوم
  - أكاديمية العلوم في إقليم أبخازيا
- ألمانيا
  - الأكاديمية ليوبولدينا الألمانية للعلوم
  - Union of Regional German Academies of Sciences and Humanities  [لغات أخرى]‏:
    - أكاديمية العلوم والآداب في ماينتس
    - أكاديمية العلوم والإنسانيات في هامبورغ [الإنجليزية]
    - الأكاديمية البافارية للعلوم والعلوم الإنسانية
    - أكاديمية برلين براندنبورغ للعلوم
    - أكاديمية العلوم في غوتينغن
    - أكاديمية هايدلبرغ للعلوم والعلوم الإنسانية
    - أكاديمية العلوم والفنون لشمال الراين - وستفاليا
    - أكاديمية ساكسون للعلوم

  - أكاتيك
- غانا: Ghana Academy of Arts and Sciences
- اليونان – أكاديمية أثينا
- المجر – الأكاديمية الهنغارية للعلوم
- الهند
  - الأكاديمية الهندية للعلوم
  - أكاديمية العلوم الوطنية الهندية  [لغات أخرى]‏
  - National Academy of Sciences، India
- إندونيسيا
  - المعهد الإندونيسي للعلوم
  - الأكاديمية الإندونيسية للعلوم
- إيطاليا
  - أكاديمية لينسيان
  - Accademia dei Fisiocritici (National Academy of Sciences of Siena)

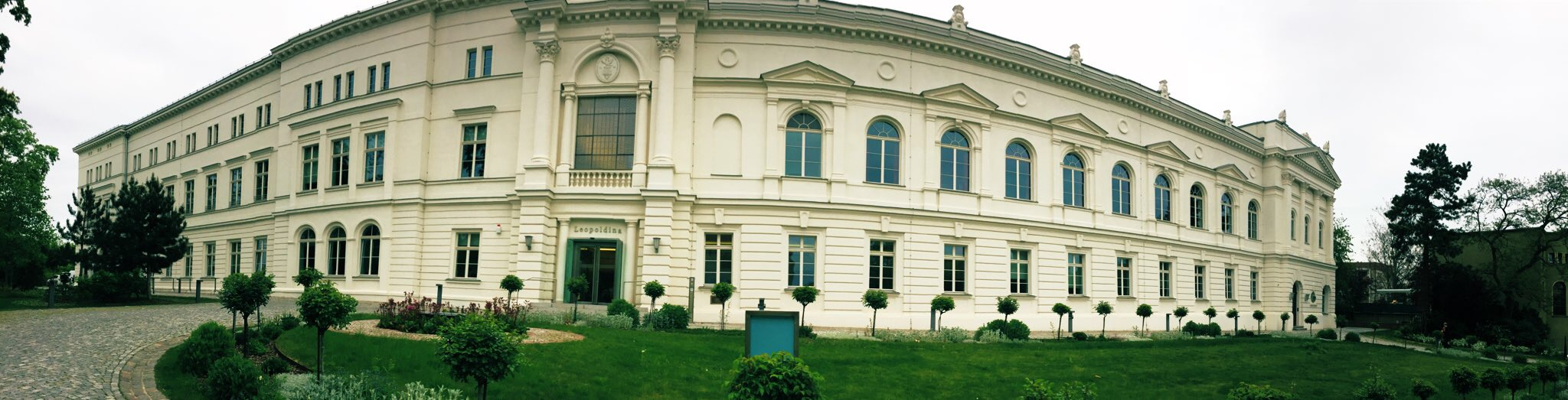
Academy of Sciences Leopoldina in Germany

  - Academy of Sciences Leopoldina in GermanyAccademia Nazionale delle Scienze (detta dei XL)
  - Accademia delle Scienze dell'Umbria
- إسرائيل – أكاديمية إسرائيل للعلوم والإنسانيات
- اليابان – الأكاديمية اليابانية للعلوم، 1879 founded as Tokyo Academy
- كازاخستان – أكاديمية كازاخستان للعلوم  [لغات أخرى]‏
- لاتفيا – الأكاديمية اللاتفية للعلوم
- لبنان – الأكاديمية اللبنانية للعلوم
- ليتوانيا – الأكاديمية الليتوانية للعلوم
- مقدونيا الشمالية – أكاديمية العلوم والفنون المقدونية
- المكسيك – الأكاديمية المكسيكية للعلوم
- مولدوفا – أكاديمية مولدوفا للعلوم
- منغوليا – أكاديمية منغوليا للعلوم
- الجبل الأسود
  - أكاديمية الجبل الأسود للعلوم والفن
- المغرب – أكاديمية الحسن الثاني للعلوم والتقنيات
- هولندا – الأكاديمية الملكية الهولندية للفنون والعلوم
- نيوزيلندا – الجمعية الملكية النيوزيلندية
- نيجيريا –أكاديمية نيجيريا للعلوم
- كوريا الشمالية – أكاديمية جمهورية كوريا الديمقراطية الشعبية للعلوم[4]
- النرويج
  - الأكاديمية النرويجية للعلوم والآداب، أوسلو
  - الجمعية الملكية النرويجية للعلوم والآداب، تروندهايم
  - الأكاديمية النرويجية للعلوم التكنولوجية، تروندهايم
- باكستان – أكاديمية باكستان للعلوم
- بولندا
  - الأكاديمية البولندية للعلوم
  - أكاديمية بولندا للدراسات
- البرتغال – أكاديمية لشبونة للعلوم
- رومانيا – الأكاديمية الرومانية
- روسيا – الأكاديمية الروسية للعلوم
- سان مارينو – أكاديمية سان مارينو الدولية للعلوم
- صربيا – الأكاديمية الصربية للعلوم والفنون
- سلوفاكيا – أكاديمية سلوفاكيا للعلوم
- سلوفينيا – الأكاديمية السلوفينية للعلوم والآداب
- جنوب أفريقيا - أكاديمية جنوب إفريقيا للعلوم
- كوريا الجنوبية – أكاديمية العلوم الوطنية لجمهورية كوريا
- الاتحاد السوفيتي – الأكاديمية الروسية للعلوم
- إسبانيا – الأكاديمية الملكية الإسبانية للعلوم
- سريلانكا – أكاديمية سريلانكا الوطنية للعلوم
- السويد – الأكاديمية الملكية السويدية للعلوم
- سويسرا – أكاديميات العلوم والفن السويسرية
- تايوان – الأكاديمية الصينية
- تايلاند – المعهد الملكي لتايلاند
- تركيا – الأكاديمية التركية للعلوم
- أوكرانيا – الأكاديمية الوطنية للعلوم في أوكرانيا
- المملكة المتحدة
  - الجمعية الملكية
  - الجمعية الملكية للهندسة
  - الجمعية الملكية للفنون
  - أكاديمية العلوم الطبية
  - اسكتلندا – الجمعية الملكية في إدنبرة
- الولايات المتحدة
  - الأكاديميات الوطنية (الولايات المتحدة)
    - الأكاديمية الوطنية للعلوم
    - الأكاديمية الوطنية للهندسة
    - الأكاديمية الوطنية للطب، سابقا الأكاديمية الوطنية للطب
    - مجلس الأبحاث الوطني الأمريكي

  - الأكاديمية الأمريكية للفنون والعلوم
  - الولايات
    - كاليفورنيا – أكاديمية كاليفورنيا للعلوم
    - مسيسيبي – أكاديمية مولدوفا للعلوم
    - ميزوري – أكاديمية سانت لويس للعلوم
    - نيويورك – أكاديمية مولدوفا للعلوم
    - تكساس – أكاديمية مولدوفا للعلوم
- الفاتيكان – الأكاديمية البابوية للعلوم
- الأردن ودول العالم الإسلامي – أكاديمية العالم الإسلامي للعلوم
- أسيان – أكاديمية الأسيان للهندسة والتكنولوجيا
- أكاديمية – الأكاديمية العالمية للعلوم والفن